# VfB Aue-Zelle
VfB Aue-Zelle was een Duitse voetbalclub uit Aue, Saksen, meer bepaald uit het stadsdeel Zelle.

## Geschiedenis
De club was aangesloten bij de Midden-Duitse voetbalbond en speelde in de competitie van het Ertsgebergte, een van de vele competities van de Midden-Duitse bond. De club speelde van 1929 tot 1932 in de hoogste klasse.
Na de Tweede Wereldoorlog werden alle Duitse voetbalclubs ontbonden. De club werd niet meer heropgericht.